# Tile Kolup
Tile Kolup († 7. Juli 1285 in Wetzlar), auch bekannt als Dietrich Holzschuh und Dietrich Holztuch, war ein Hochstapler, der sich für den 1250 verstorbenen Kaiser Friedrich II. ausgab.

## Lebensweg

Die Gedenksteine für Tile Kolup nahe der Friedenstraße im Wald in Wetzlar.

Tile Kolup nutzte den Volksglauben an die Rückkehr des Kaisers aus und erhob erstmals 1284 in Köln den Anspruch, er sei in Wirklichkeit rex Fridericus. Hier wurde er allerdings dem Gespött des Volkes preisgegeben, in eine Kloake getaucht und aus der Stadt verjagt.
Der Betrüger, der mit einem gefälschten Siegel Friedrichs II. eigene Urkunden ausstellte, fand in Neuss – gut über ein Jahr – starken Rückhalt und hielt dort Hof, wobei die Herkunft der dafür nötigen Geldmittel unklar ist. Er empfing hohe Herren und Legaten, Bischöfe und Fürsten, gab Urkunden aus und bestätigte Privilegien (beispielsweise der Äbtissin zu Essen). Der rechtmäßige König Rudolf von Habsburg, an dessen Gegner sich Kolup geschickt anschloss, belagerte diese Stadt vergeblich. Als die Unruhen größer wurden, wich Tile Kolup im Sommer 1285 nach Wetzlar aus. Als König Rudolf und der Erzbischof von Köln mit ihren Heeren vor Wetzlar zogen, lieferten die Wetzlarer Tile Kolup an den rechtmäßigen König aus. Der ließ ihn am 7. Juli 1285 als Ketzer verbrennen.

## Folgen
Die Kritik an Rudolfs nüchtern-pragmatischer Regierungsmethode und an seinen Geldforderungen in den Städten (vor allem in Rheinland, Hessen, Elsass, Wetterau, Schweiz) fand in Tile Kolups zeitweiligem Erfolg einen drastischen Ausdruck. Rudolf von Habsburg behandelte nach diesen Erfahrungen die Städte anders und berief 1290 ihre Vertreter nach Nürnberg, wo er mit ihnen über die Reichsfinanzen beriet.

## Literarische Behandlungen

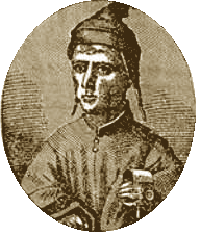
Neuzeitliche Darstellung von Tile Kolup

- Alexander von Gleichen-Rußwurm: Tile Kolup. Eine Begebenheit aus dem Interregnum. Mosaik Verlag, Berlin 1923.
- Emanuel Stickelberger: Tile Kolup. Eine Bettlerkomödie in 12 Bildern. Steinkopf, Stuttgart 1934.
- Heinrich Lilienfein: Tile Kolup. Die Tragödie eines Kaisers in vier Handlungen. Cotta, Stuttgart 1935.
- Frieda Löhrer: Tile Kolup. Drama. Im Selbstverlag, Teufen (Appenzell) 1954.
- Ingeborg Engelhardt: Im Schatten des Staufers. K. Thienemann, Stuttgart 1962 (mehrfach neu aufgelegt).
- Tilman Röhrig: Wie ein Lamm unter Löwen. Roman. Lübbe, Bergisch Gladbach 1998, ISBN 3-7857-0955-2.
- Frank Kurella: Das Pergament des Todes. Historischer Roman. Gmeiner, Meßkirch 2007, ISBN 978-3-89977-722-2.
- Eckart zur Nieden: Der falsche Kaiser. Ein Mittelalterroman, St. Benno Verlag, Leipzig 2019, ISBN 978-3-7462-5466-1.